# فرودگاه کلیر
فرودگاه کلیر (به انگلیسی: Clear Airport) یک فرودگاه همگانی و نظامی بهره‌برداری هوایی است که یک باند فرود آسفالت دارد و طول باند آن ۱۲۱۹ متر است. این فرودگاه در کشور ایالات متحده آمریکا قرار دارد و در ارتفاع ۱۶۸ متری از سطح دریا واقع شده‌است.